# 小行星2356
小行星2356（2356 Hirons）是一颗围绕太阳公转的小行星。1979年10月17日，愛德華·鮑威爾在可可尼诺县发现了此天体。
該小行星以鮑威爾的岳父母查爾斯·希隆斯（Charles Hirons）和安·希隆斯（Ann Hirons）命名。
这颗小行星的绝对星等为2.518658545616752等。